# Cornelius Van Wyck Lawrence
Cornelius Van Wyck Lawrence (Flushing, 28 febbraio 1791 – Flushing, 20 febbraio 1861) è stato un politico statunitense, 61° sindaco di New York.